# Kabeljauwachtigen
De kabeljauwachtigen (Gadiformes) vormen een orde van straalvinnige beenvissen.

## Lijst van families
Volgens FishBase:
- Bregmacerotidae Gill, 1872 – Doornkabeljauwen
- Euclichthyidae Cohen, 1984
- Gadidae Rafinesque, 1810 – Kabeljauwen
- Lotidae Bonaparte, 1832 – Kwabalen
- Macrouridae Gilbert & Hubbs, 1916 – Rattenstaarten
- Melanonidae
- Merlucciidae Gill, 1884 – Heken
- Moridae Moreau, 1881 – Diepzeekabeljauwen
- Muraenolepididae – Aalkabeljauwen
- Phycidae – Oost-Atlantische gaffelkabeljauwen